# Вестерманис, Маргерс
Маргерс Вестерманис (латыш. Marģers Vestermanis, род. 18 сентября 1925, Рига, Латвия) — латвийский историк, основатель и бывший директор музея «Евреи в Латвии».
Член комиссии историков при президенте Латвии. Почётный доктор Академии наук Латвии.

## Биография
Маргерс был младшим из троих детей в еврейской немецкоязычной семье. Получил еврейское религиозное образование. В 1941 году после оккупации Латвии вермахтом был заключён в Рижское гетто, где работал столяром. Впоследствии находился в лагере Рига-Кайзервальд. Бежал во время марша смерти и присоединился к партизанам. Единственный из всей семьи пережил Холокост.
После войны учился истории в Риге и затем работал в архиве. В качестве неофициального хобби занимался изучением истории евреев Латвии. После восстановления независимости Латвии полностью посвятил свою работу этой теме. В 1990 году Маргерс Вестерманис открыл в Риге музей «Евреи в Латвии». В 1998 году был назначен членом Комиссии историков при Президенте Латвийской Республики, которая занимается изучением периода нацистской оккупации и геноцида. Стал научным консультантом документального фильма о массовых убийствах в Румбуле.
Опубликовал ряд книг и научных статей по истории евреев и Холокосту в Латвии.

## Награды
Награждён премией Герберта Самуэля за терпимость. В 2006 году награждён латвийским орденом Трёх звёзд.
В сентябре 2015 года посол Арад Бенко присудил Премию Австрийской службы памяти жертв Холокоста Австрийской общественной службой за границей Маргерсу Вестерманису.